# 孝懿仁皇后
孝懿仁皇后（穆麟德轉寫：hiyoošungga fujurungga gosin hūwangheo；165x年—1689年8月24日），佟佳氏，亦作佟氏，真名失考，领侍卫内大臣佟国维之女(佟国维為康熙帝的舅舅)。漢軍正藍旗人，後抬滿州鑲黃旗人。康熙帝第三任皇后，同時也是康熙帝生母孝康章皇后的亲侄女。當時，以貴妃或皇貴妃的身份撫過皇子。愨惠皇貴妃是佟佳氏的妹妹。

## 生平
康熙十五年四月十三日，首領太監劉忠、趙壽寶奉太皇太后旨意降諭總管內務府大臣噶魯、圖巴曰：「小舅舅佟國維之女著於七月進乾清宮」。四月十四日，有檔案稱內務府將存放在倉庫中的一些釵子呈給太皇太后進行分配，太皇太后下旨將玉釵六個、瑪瑙釵二個分給「佟舅舅之女格格」，並將玉釵五個、金鑲玉釵子一個、瑪瑙釵二個分給「乾清宮之妃」。此處的佟舅舅之女格格即為孝懿仁皇后，而乾清宮之妃即為孝昭仁皇后:237。之後，經過欽天監的測算，決定讓孝懿仁皇后在七月初四日丑時上轎入宮。同時，內務府還詢問孝懿仁皇后入宮之後的待遇和居所，奉旨：「令其居景仁宮，一切依照宮內之妃例配給」，可知她入宮之後雖然僅被稱為格格，但實際上已經可以享受跟孝昭仁皇后一樣的妃級待遇:241。
康熙十六年（1677年）八月二十二日，冊立妃鈕祜祿氏為皇后，李氏、王佳氏等六人冊封為嬪，而佟氏則被冊封為貴妃。
其實康熙帝的多位皇子都是先在惠妃所在的延禧宮居住，年紀稍長後改居貴妃佟氏所在的景仁宮。，佟氏去世三年後，胤禛和允禩仍一起住在景仁宮。 
康熙二十年（1681年），康熙帝徹底平定三藩之亂後，舉國舉行慶賀禮。十二月十九日，康熙帝請求給太皇太后加上徽號 。十二月二十日，康熙帝亦命大學士勒德洪持節進封貴妃佟氏為皇貴妃、大學士明珠持節冊封鈕祜祿氏為貴妃。
康熙二十二年（1683年）六月十九日巳時，皇貴妃生皇八女，母女平安，惟皇八女不久之後就病重，故將令大夫金昌裕開刀醫治之處，於閏六月十四日未時奏發前去，其後金昌裕跟甄大夫商議治療方案，最終選擇服藥治病，而非開刀醫治，皇八女病情愈來愈嚴重，於閏六月十四日戌时夭折。內務府總管等人根據康熙二十一年八月康熙帝在皇七女夭折後下達的諭旨：「格格夭折後，命人用單被裹出格格的遺體，送到淨地火化，沒有殮埋，待骨灰隨風飄揚」，認為皇八女「尚未滿月，病重而薨，即照前旨清理」，康熙帝在硃批中表示相關官員的辦理方法正確，又稱皇八女「因系尚未滿月之乳兒，朕並無思戀之處。朕在此亦不露聲色，不令人知道」。
康熙二十七年（1688年），佟國綱請歸滿洲，佟氏一族由漢軍旗编入滿洲鑲黃旗。
康熙二十八年（1689年）七月初七日亥时，皇貴妃佟佳氏病重，康熙帝聞知後由西直门进入神武门回宮。九日頒詔冊立皇貴妃佟佳氏為皇后，以正位中宮為其沖喜。
康熙二十八年（1689年）七月初十日申刻，皇后佟佳氏在承乾宮病逝。同年七月十一日，奉安大行皇后梓宮於承乾宮正殿，康熙帝為此輟朝、成服，妃嬪皇子以下皆成服。诸王、贝勒、内大臣等跪奏曰：「皇上近又圣躬违和，臣等恭请皇上节哀。」不久之後奉移大行皇后梓宮至朝陽門外享殿，康熙帝親臨送別皇后梓宮。同年七月十八日，内大臣、大学士、尚书等認為康熙帝在殡宫附近驻跸會更加郁闷悲伤，伏請皇上回銮，待七月二十一日再到此處，惟康熙帝下旨：「持服居宫中，予心未惬。」。诸臣又奏曰：「皇上悲哀甚久，臣等之意深为不安，祈皇上少节哀痛。」

## 身後待遇
康熙二十八年九月二十二日，康熙帝追谥佟佳氏為孝懿皇后；十月初十日辰时，聖祖到乾清门听部院各衙门官员面奏後，伊桑阿和阿兰泰等十數名大學士與學士向聖祖呈上折本。折本稱諫議大夫黄六鸿彈劾候选县丞洪昇、赞善赵执信和候补知府翁世庸等人在孝懿仁皇后喪期，在洪昇的寓所觀看其著作之《長生殿》演出，觸犯「大不敬」罪，洪昇遭革去國子監監生籍，並且發回鄉里。同年十月二十日，孝㦤皇后梓宮葬於景陵。
雍正元年九月，雍正帝加上尊谥曰孝懿温诚端仁宪穆奉天佐圣仁皇后，升祔太庙。雍正十三年（1735年）十一月，乾隆帝加上尊諡曰：孝懿溫誠端仁憲穆和恪奉天佐聖仁皇后。嘉慶四年（1799年）四月，嘉慶帝加上尊諡曰：孝懿溫誠端仁憲穆和恪慈惠奉天佐聖仁皇后。

## 抚养雍正帝
雍正帝幼年時曾被佟佳氏撫養，當時她是以貴妃或皇貴妃的身份撫養眾皇子，所以雍正帝只是其一。雍正帝称佟佳氏“十载躬育”，並对佟佳氏的弟妹等人亦颇为礼遇，甚至稱佟佳氏的弟弟隆科多为“舅舅隆科多”。佟佳氏的妹妹佟贵妃亦因姊姊孝懿仁皇后的缘故，得到雍正帝晉升为皇贵妃。

## 悼诗
|  | 《恭輓大行皇后诗四首并序》 大行皇后秀钟华阀，德备壼儀，溯懿親於渭陽，定嘉祥於媯汭，宮闈翊贊，克孝克慈。顷者正位翟褕，甫承册命，遽嬰篤疾，莫挽徽音。时属新秋，候当阑暑，惊璇霄之月坠，伤碧落之星沈。物在人亡，睹遗褂而雪涕；庭虚昼永，经垂幕以怆怀。悲从中来，不能自已，握管言情，聊抒痛悼。 月掩椒宫叹别离，伤怀始觉夜虫悲。 泪添雨点千行下，情割秋光百虑随。 雁断衡阳声已绝，鱼沉沧海信难期。 繁忧莫解衷肠梦，惆怅销魂忆昔时。 交颐泪洒夕阳红，徒把愁眉向镜中。 露冷瑶阶增寂寞，烟寒碧树恨西东。 旧诗咏尽难回首，新月升来枉照空。 鸾影天涯无信息，断弦声在未央宫。 音容悲渐远，涕泪为谁流。 女德光千禩，坤贞应九州。 凉风销夜烛，人影散琼搂。 叹此乎生苦，频经无限愁。淅沥动秋声，中心郁不平。 离愁透叶落，别恨怨蛩鸣。 寂寂瑶斋阁，沈沈碧海横。 玉琴哀响辍，宵殿痛残更。 |

## 影視作品
| 影視作品           | 飾演的演員             |
| 《滿清十三皇朝》   | 夏志珍饰演孝懿仁皇后   |
| 《康熙王朝》       | 李建群饰演容妃         |
| 《紫禁驚雷》       | 姚子羚饰演佟佳·曼筠    |
| 《深宫谍影》       | 廖碧兒飾演皇貴妃佟佳氏 |
| 《一代名相陈廷敬》 | 王艺瞳饰演孝懿仁皇后   |